# Animator kultury
Animator kultury (z łac. anime – tchnąć życie w coś, ożywiać) – osoba, która potrafi zaplanować proces organizacji życia kulturalnego danej społeczności. Głównym celem jej pracy jest upowszechnianie kultury. Animator kultury różnymi metodami aktywizuje społeczeństwo, rozbudza zainteresowania, pokazuje nowe metody spędzania wolnego czasu, włącza ludzi w działania, wykorzystuje potencjał i stara się zaspokoić potrzeby kulturalne innych ludzi, ponieważ rozumie, że jedną z potrzeb człowieka jest potrzeba ciągłego rozwijania się i samorealizacji.

## Definicja pojęcia
Leon Dyczewski: „Animatorem kultury jest ten, kto dopełnia wiedzę, doświadczenia życiowe oraz przeżycia ludzi, z którymi wchodzi w kontakt, rozbudza ich zainteresowania, ukazuje nowe ideały i wzory życia, prowadzi dialog nad możliwościami i sposobami rozsądnego zaspokajania ujawnionych i jeszcze ukrytych potrzeb kulturalnych (…) Jasno widzi nowe i lepsze życie, kocha te wizje, ale jeszcze bardziej kocha ludzi. Akceptuje ich takimi, jakimi są, w nadziei, że mogą być lepsi. Szanuje każdy przejaw ich dobrej woli, najmniejsze zainteresowania tym, co nowe i lepsze, wspomaga ich wysiłki ku lepszemu życiu. Metodą jego pracy nie jest komenderowanie ludźmi lecz uruchamianie drzemiących w nich sił. Wartość jego działania przejawia się nie tyle w tym co sam wymyśli i czyni lecz w tym, co potrafi wydobyć z ludzi wśród których pracuje”.
Małgorzata Komorowska i Lidia Rybotycka: „Animatorem jest ktoś, kto łączy w sobie cechy, umiejętności i talent potrójny: pedagoga, psychologa i artysty”.
Z. Wierzbicki i Z. Józefowicz: „Każdy pracownik kultury spełnia trzy funkcje: organizatora, wychowawcy i animatora. Na plan pierwszy wysuwają się funkcje animacyjne”. 
Określenie „animator kultury” nadal jest dosyć mało znane i bardzo różnie rozumiane, często bywa utożsamiane z rysownikiem.

## Działanie
Aby móc realizować określone cele, animator musi poznać środowisko lokalne, kulturalne, potrzeby oświatowe i rozrywkowe środowiska. Tworzy w ten sposób lokalne grupy działania, koła zainteresowań, organizuje imprezy kulturalne, festiwale, odczyty, wystawy, konkursy, dyskoteki, festyny. Może organizować i nadzorować prace w placówkach kulturalno-oświatowych. Stara się pozyskiwać sponsorów, często zajmuje się także prowadzeniem kalendarium imprez i ich reklamowaniem. „Animator” to wychowawca, który „nie dyryguje wychowankiem czy grupą, lecz umiejętnie pobudza ich własną aktywność” 
Funkcje animatora: 
- edukacyjna
- komunikacyjna
- integracyjna
- partycypacyjna
- adaptacyjna
- informacyjna

## Historia
Pojęcie „animator kultury” pojawiło się we Francji, gdzie funkcjonowało już w latach 40. XX w. W latach 70. pojawiło się w języku angielskim. W tym samym czasie ukazały się pierwsze naukowe publikacje dotyczące tego pojęcia w Polsce.